# Don Walsh
Don Walsh (Berkeley, California, 2 de noviembre de 1931-12 de noviembre de 2023) fue un oceanógrafo y oficial de la Armada estadounidense conocido por ser uno de los tres únicos hombres (Jacques Piccard y James Cameron son los otros) en haber alcanzado el punto más bajo de la superficie terrestre, el abismo Challenger, en la fosa de las Marianas.

## Abismo Challenger
El 23 de enero de 1960 Jacques Piccard y Don Walsh alcanzaron el lecho del océano en su batiscafo "Trieste". La profundidad del descenso fue calculada en 10.916 m (35.813 pies), pero unas mediciones hechas en 1995 determinaron un nuevo valor, y se calculó la real profundidad del Challenger Deep en 10.911 m (35.797 ft). El descenso se desarrolló en cinco horas y los dos hombres estuvieron en el fondo oceánico cerca de veinte minutos antes de la subida, que demoró 3 h y 15 minutos.